# جونگوپ
شهر جونگوپ (به کره‌ای: 정읍) (به انگلیسی: Jeongeup) با جمعیت  ۱۱۵٫۷۶۰  نفر در ایالت  جئولابوک-دو در کشور کره‌جنوبی واقع شده‌است.

## نگارخانه

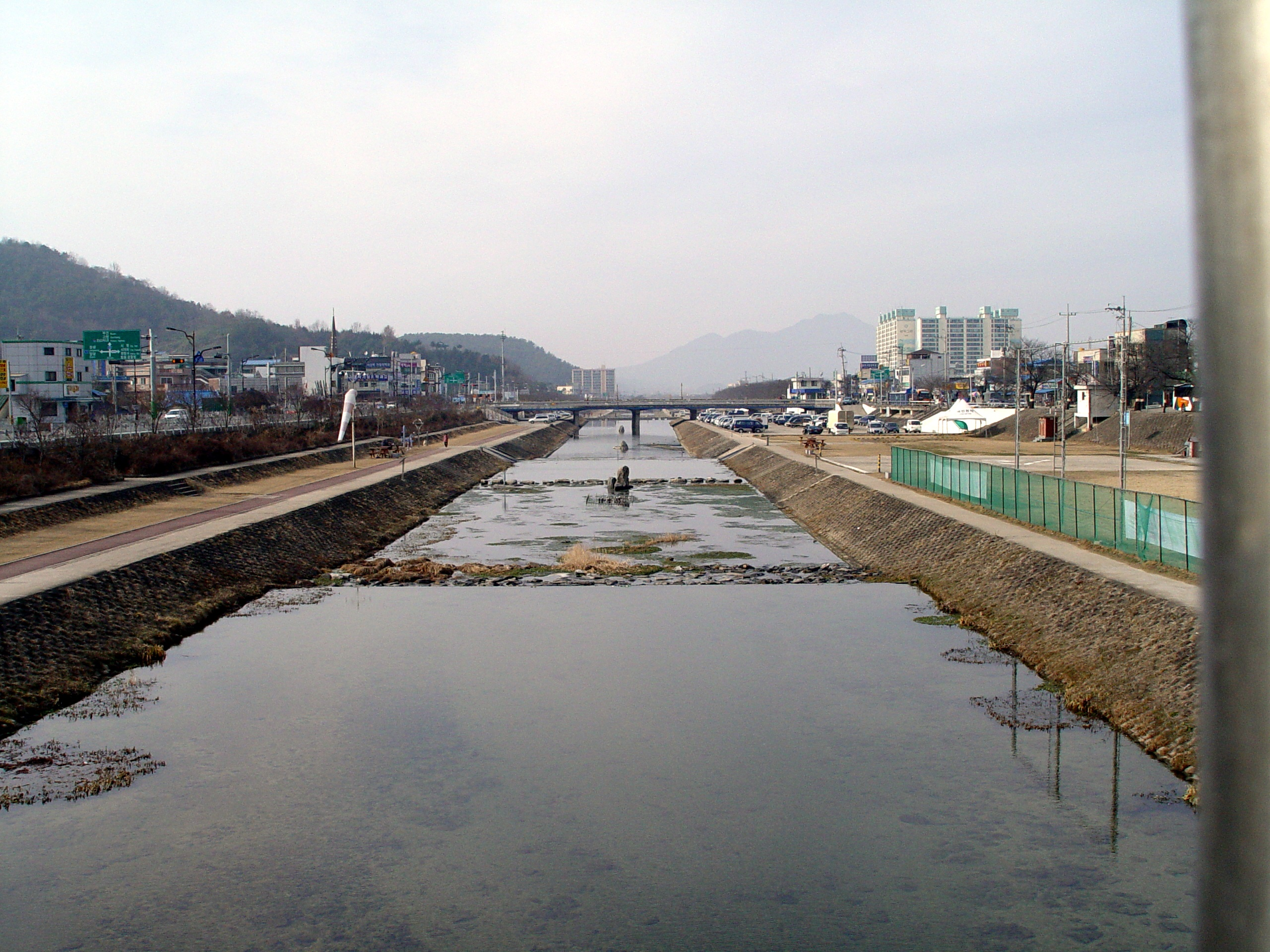
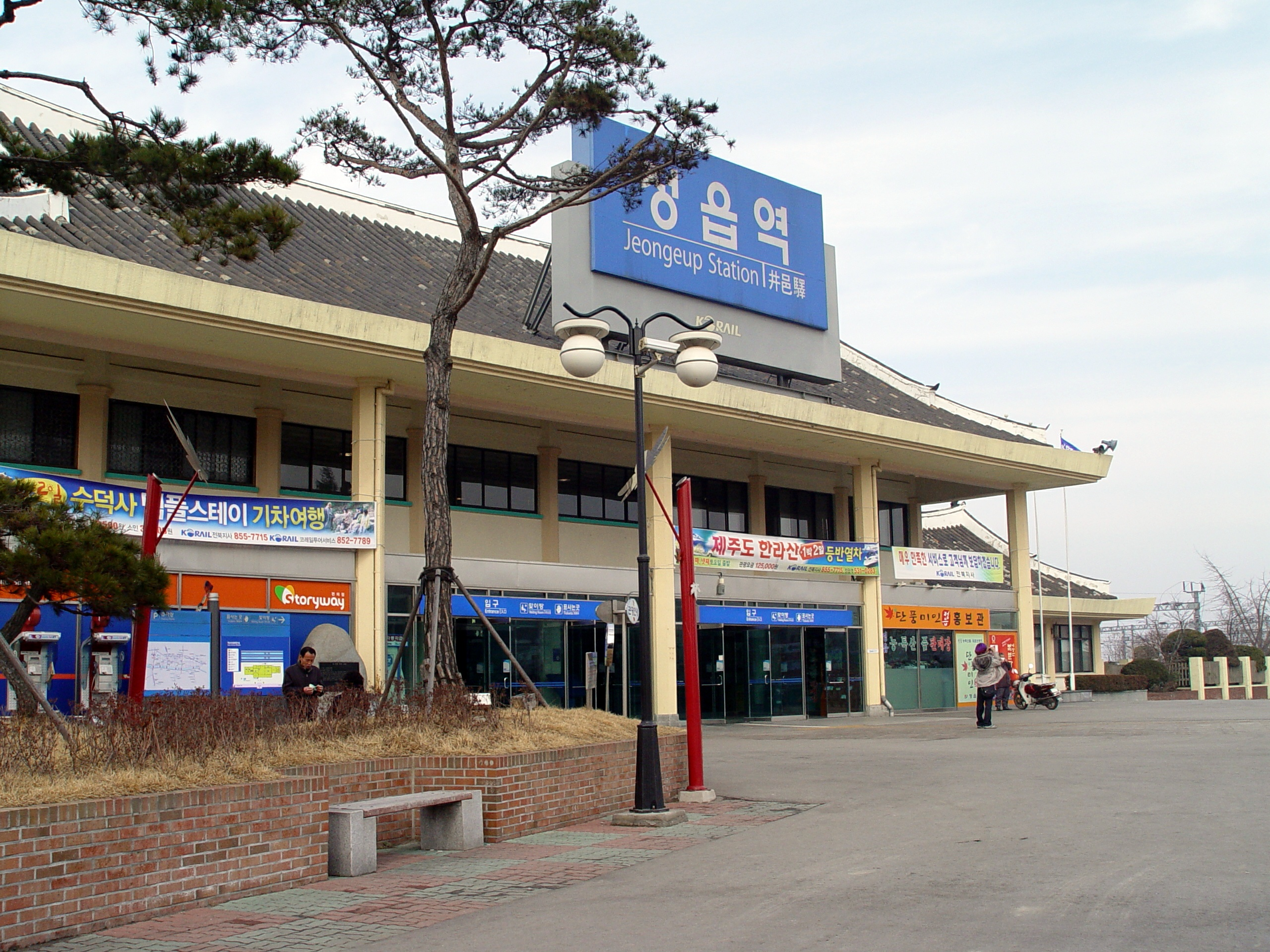
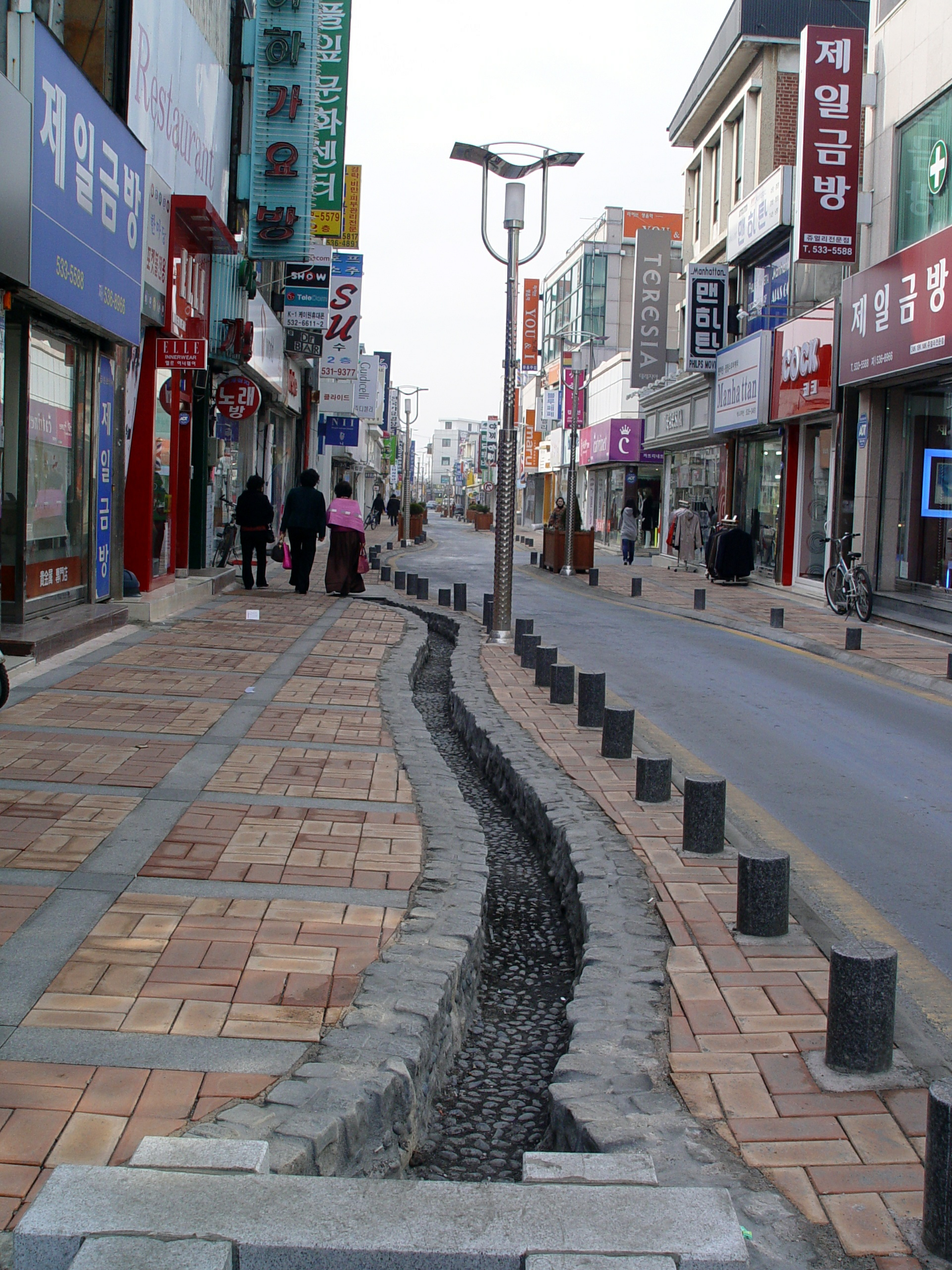
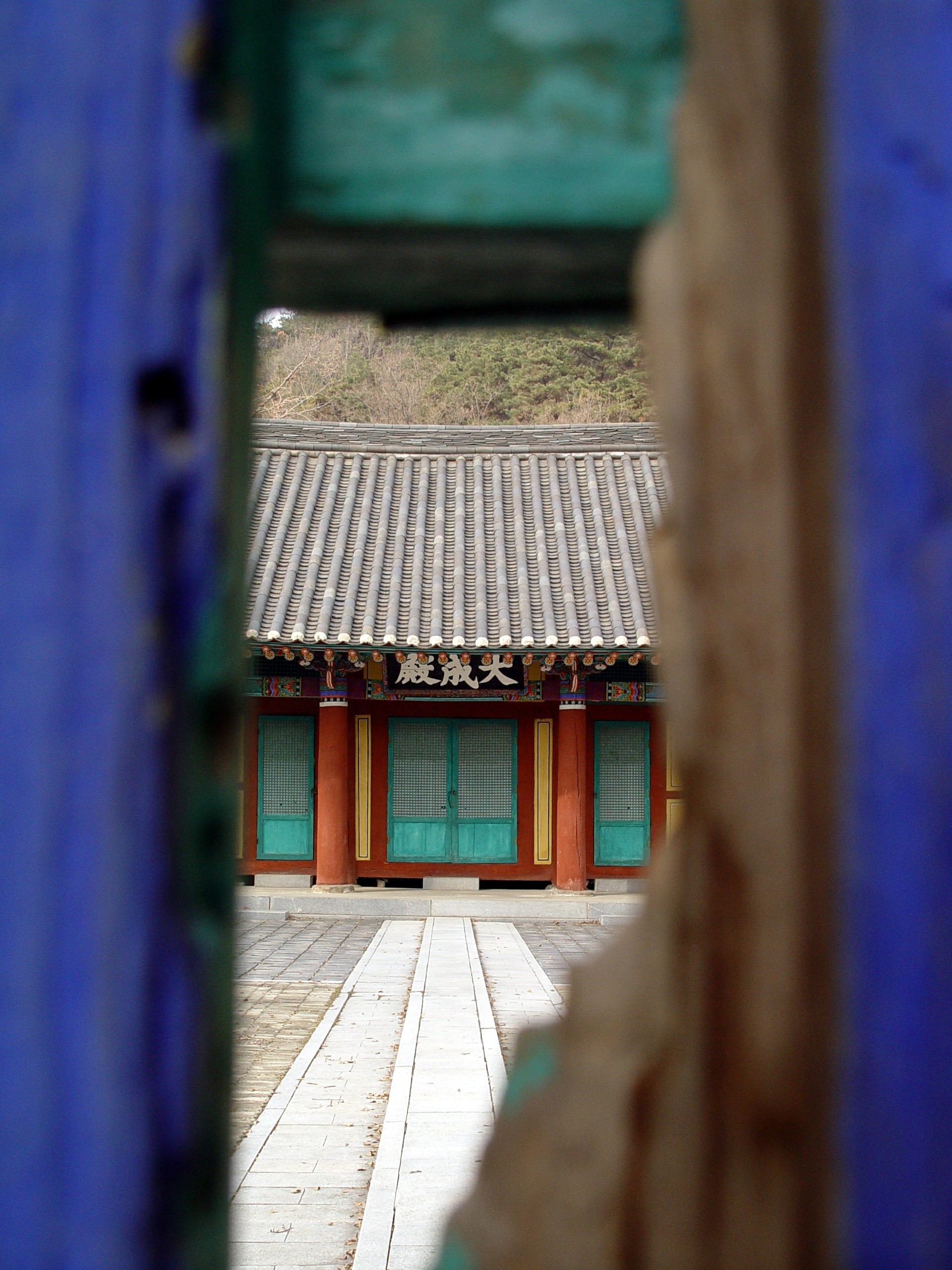
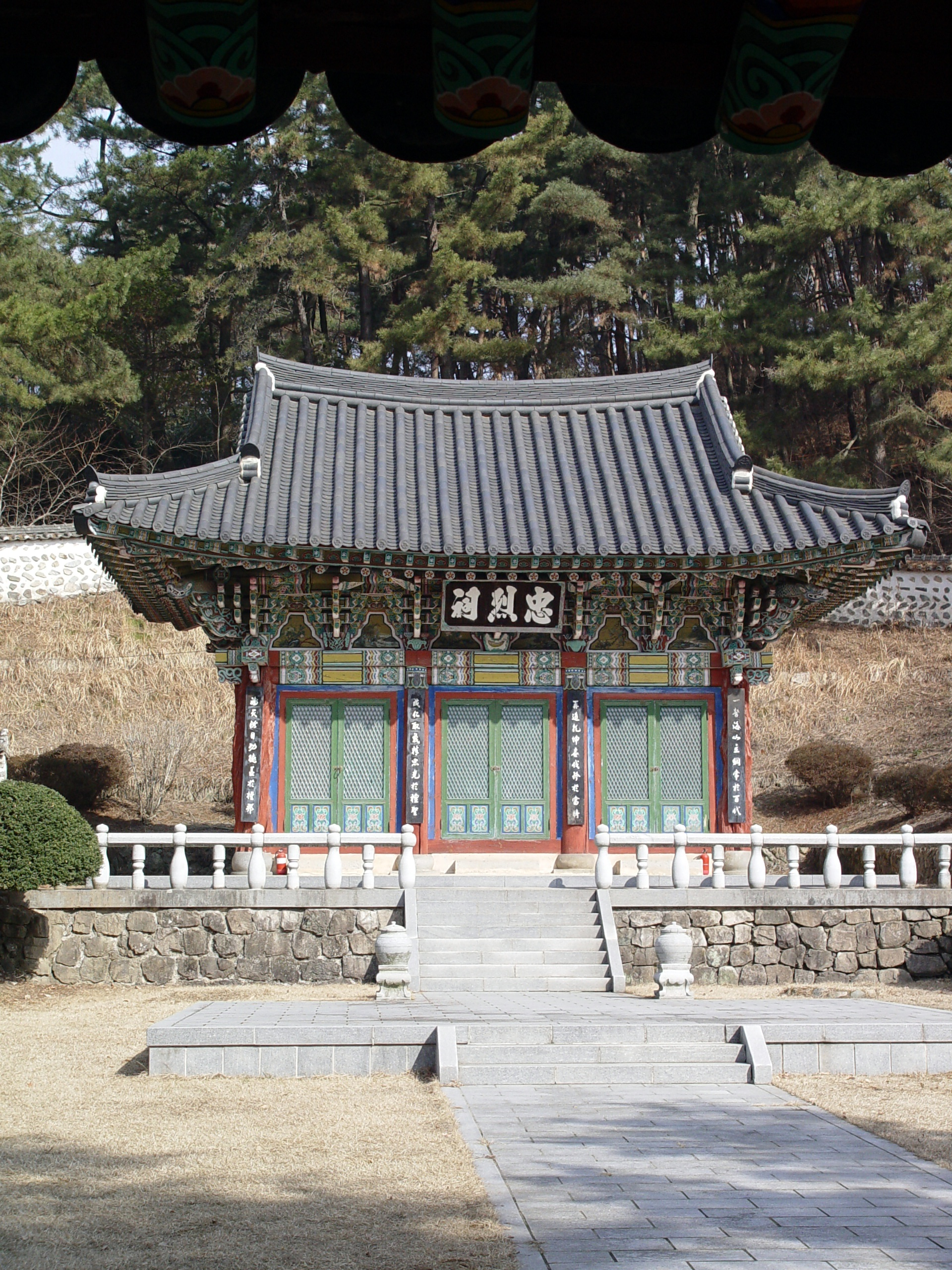
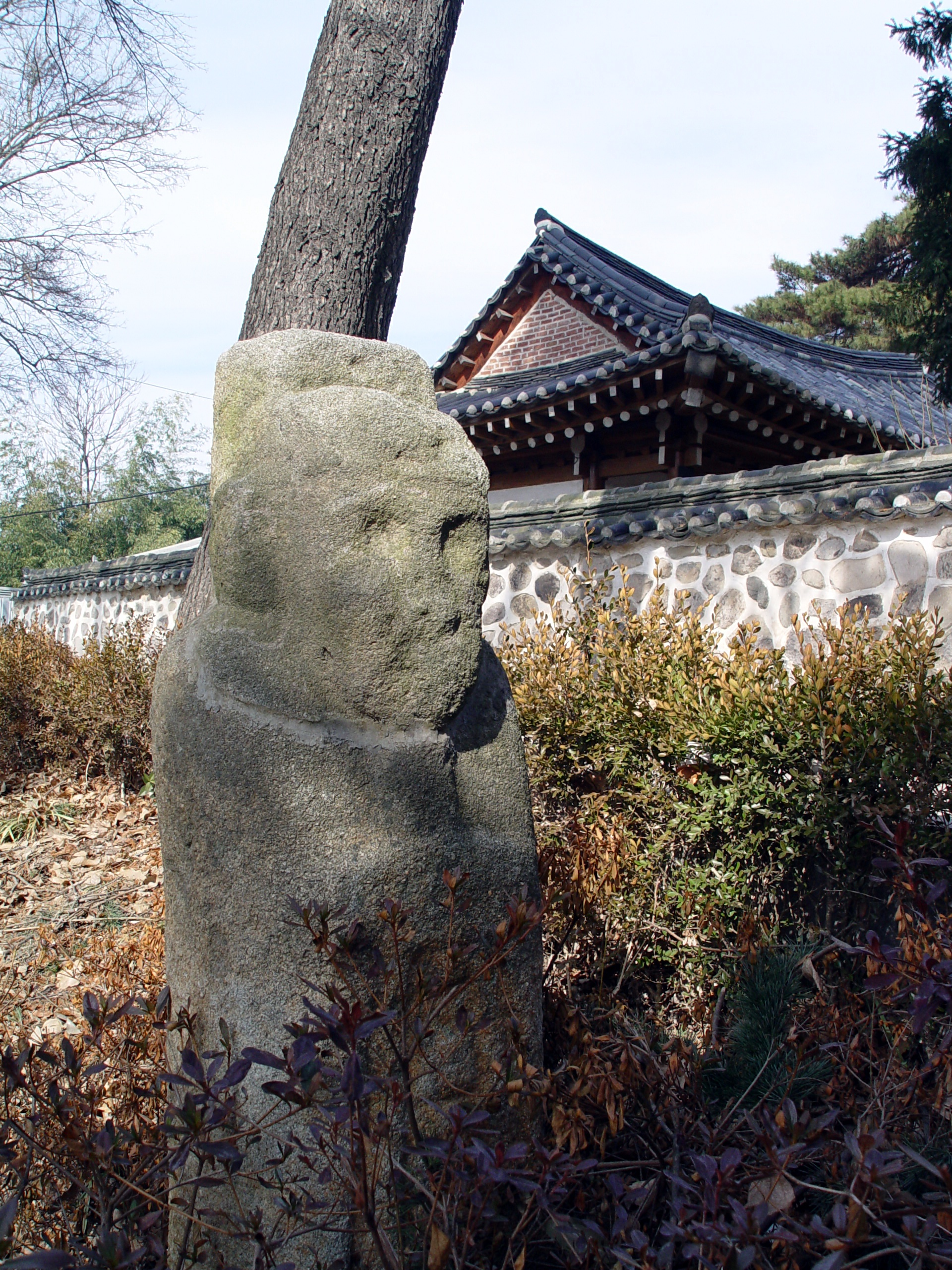
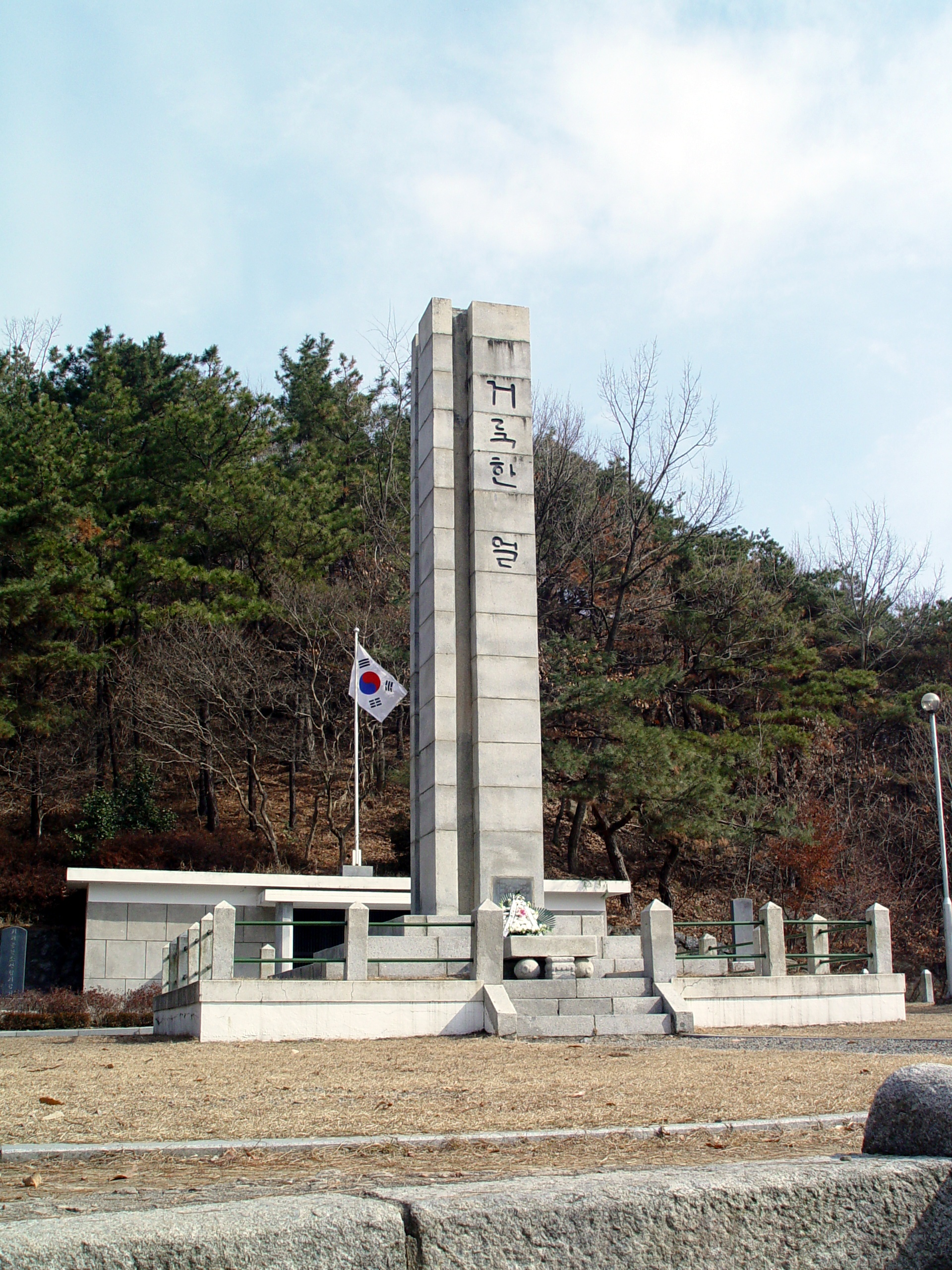